# Apomorfina
Apomorfina é fármaco agonista dopaminérgico, derivado da morfina (porém sem conter morfina, realmente). É agonista receptor relativamente não-seletivo para a dopamina, tendo possivelmente afinidade levemente maior por receptores D2-tipo dopamina, usado presentemente na terapêutica do parkinsonismo e da disfunção erétil.

## Histórico
Historicamente, apomorfina já foi experimentada numa ampla gama de usos, incluindo tratamento psiquiátrico da homossexualidade no início do século XX.
Atualmente, contudo, apomorfina tem sido utilizada no tratamento do parkinsonismo, bem como no da disfunção erétil peniana, no âmbito da Andrologia. Nesta aplicação foi introduzida sob a denominação comercial (marca) Uprima®, vindo a competir com outros fármacos de pretensão similar (sildenafila, vardenafila e tadalafila).
As propriedades eméticas da apomorfina são exploradas na medicina veterinária para induzir vômito terapêutico em caninos que recentemente ingeriram substâncias tóxicas ou estranhas para o corpo.
Para tratamento de disfunção erétil, acredita-se que os receptores de dopamina na região hipotalamica do cérebro são o alvo principal, apesar de os receptores de dopamina do pênis de fato facilitarem a ereção, eles o fazem muito mais fracos do que aqueles no cérebro.
Apomorfina é um liquido cristalino que mancha na cor verde. Portanto cuidado deve ser tomado para evitar derramamento. Apomorfina não continua estabilizada por mais de 24 horas em um recipiente de plástico, portanto devem ser usadas embalagens de vidro.

## Uso em Parkinsonismo
Seu primeiro uso como tratamento para o parkinsonismo data de 1951, mas seu primeiro uso clinico foi datado de 1970 por Cotzias et al, apesar de suas propriedades eméticas e vida média curta tornarem o uso oral impraticável. Um estudo posterior descobrir que combinando a droga com o antiemético domperidona aumentou os resultados significantemente.
O uso terapêutico no parkinsonismo é efetivo porque as drogas tem forte ação dopaminergéticas, com um efeito rápido (entre 3 e 20 minutos da injeção), mas tem uma duração breve.  Enquanto a apomorfina pode ser usada em combinação com l-dopa, a intenção é normalmente livrar os pacientes disto, uma vez que neste estágio eles provavelmente estarão experimentando uma grande dosagem de disquinesias induzidas por dopa e períodos de “descanso”  Depois de um desafio completado pela apomorfina, o treinamento e cuidados do paciente, e dosagem cuidadosa, não exista uma razão para que a apomorfina não seja um modo efetivo de monoterapia.

## Disfunção erétil
Hidroclorito de Apomorfina (nome de venda “Uprima”) é usado no tratamento de disfunção erétil (impotência masculina). Seu modo de estimular a dopamina no cérebro é que se acredita que aumenta a resposta sexual. Foi descoberto ser de pouca eficácia.  Cerca de 65-70% dos médicos sentiram que era ineficiente, com 60% de mais de 11,000 pacientes (média de idade 61), descontinuando no mês 1 e depois 23% no mês 2 